# JAPAN RUGBY LEAGUE ONE 2022-23
JAPAN RUGBY LEAGUE ONE 2022-23（ジャパンラグビーリーグワン2022-23）は、日本のラグビーユニオンによる社会人リーグ戦「ジャパンラグビーリーグワン」の2年度目として2022年12月17日から2023年5月20日にかけて開催された。ここではDIVISION1（1部リーグ）について扱うと共に、DIVISION2（2部リーグ）との入替戦も記述する。

## アーリーエントリー
この2022-23シーズンから、アーリーエントリー制度を導入し、大学最終学年の選手が卒業前にリーグワン公式戦に出場できるようになった。

## チーム
前季の順位にもとづき、6チームずつ、ほぼ同じ強さになるように2つのグループ（カンファレンス）に分ける。
同じカンファレンス内での総当たり戦（5試合）、異なるカンファレンスとの交流戦（総当たり戦6試合）、同じカンファレンスでホームとビジターを逆にした総当たり戦（5試合）、計16試合での「勝ち点」を合計し、全体としての順位づけをする。
| チーム名 （呼称）                                     | 略称      | 主たるホームスタジアム                                    | 昨年度順位 |
| ----------------------------------------------------- | --------- | --------------------------------------------------------- | ---------- |
| カンファレンスA                                       |           |                                                           |            |
| 埼玉パナソニックワイルドナイツ （埼玉ワイルドナイツ） | 埼玉WK    | 熊谷ラグビー場                                            | 1位        |
| 東芝ブレイブルーパス東京                              | BL東京    | 味の素スタジアム 秩父宮ラグビー場                         | 4位        |
| トヨタヴェルブリッツ                                  | トヨタV   | 豊田スタジアム パロマ瑞穂ラグビー場                       | 5位        |
| 静岡ブルーレヴズ                                      | 静岡BR    | ヤマハスタジアム                                          | 8位        |
| リコーブラックラムズ東京 （ブラックラムズ東京）       | BR東京    | 駒沢オリンピック公園陸上競技場 秩父宮ラグビー場           | 9位        |
| 三菱重工相模原ダイナボアーズ                          | 相模原DB  | 相模原ギオンスタジアム                                    | Div.2 3位  |
| カンファレンスB                                       |           |                                                           |            |
| 東京サントリーサンゴリアス （東京サンゴリアス）       | 東京SG    | 秩父宮ラグビー場                                          | 2位        |
| クボタスピアーズ船橋・東京ベイ                        | S東京ベイ | 江戸川区陸上競技場                                        | 3位        |
| 横浜キヤノンイーグルス                                | 横浜E     | ニッパツ三ツ沢球技場 秩父宮ラグビー場 昭和電工ドーム      | 6位        |
| コベルコ神戸スティーラーズ                            | 神戸S     | 神戸総合運動公園ユニバー記念競技場 ノエビアスタジアム神戸 | 7位        |
| NECグリーンロケッツ東葛 （グリーンロケッツ東葛）      | GR東葛    | 柏の葉公園総合競技場                                      | 12位       |
| 花園近鉄ライナーズ                                    | 花園L     | 東大阪市花園ラグビー場                                    | Div.2 1位  |

## 順位

### リーグ戦順位
| \| \| JAPAN RUGBY LEAGUE ONE 2022-23 Division 1 順位表（2023年4月23日時点[4]） \| 編集 \| |                                                                       |        |        |    |    |    |      |      |        |  |  |  |  |  |
| | チーム                                                                | 試合数 | 勝ち点 | 勝 | 分 | 負 | 得点 | 失点 | 得失差 |  |  |  |  |  |
| 1 | 埼玉ワイルドナイツ                                                    | 16     | 66     | 15 | 0  | 1  | 539  | 270  | 269    |  |  |  |  |  |
| 2 | クボタスピアーズ船橋・東京ベイ                                        | 16     | 65     | 14 | 1  | 1  | 636  | 340  | 296    |  |  |  |  |  |
| 3 | 東京サンゴリアス                                                      | 16     | 55     | 12 | 0  | 4  | 529  | 325  | 204    |  |  |  |  |  |
| 4 | 横浜キヤノンイーグルス                                                | 16     | 54     | 10 | 2  | 4  | 588  | 321  | 267    |  |  |  |  |  |
| 5 | 東芝ブレイブルーパス東京                                              | 16     | 48     | 10 | 0  | 6  | 558  | 394  | 164    |  |  |  |  |  |
| 6 | トヨタヴェルブリッツ                                                  | 16     | 37     | 8  | 0  | 8  | 468  | 449  | 19     |  |  |  |  |  |
| 7 | ブラックラムズ東京                                                    | 16     | 30     | 6  | 0  | 10 | 414  | 384  | 30     |  |  |  |  |  |
| 8 | 静岡ブルーレヴズ                                                      | 16     | 30     | 5  | 2  | 9  | 404  | 403  | 1      |  |  |  |  |  |
| 9 | コベルコ神戸スティーラーズ                                            | 16     | 25     | 5  | 0  | 11 | 470  | 569  | -99    |  |  |  |  |  |
| 10 | 三菱重工相模原ダイナボアーズ                                          | 16     | 20     | 4  | 1  | 11 | 360  | 609  | -249   |  |  |  |  |  |
| 11 | グリーンロケッツ東葛                                                  | 16     | 14     | 3  | 0  | 13 | 295  | 640  | -345   |  |  |  |  |  |
| 12 | 花園近鉄ライナーズ                                                    | 16     | 5      | 1  | 0  | 15 | 297  | 854  | -557   |  |  |  |  |  |
| |                                                                       |        |        |    |    |    |      |      |        |  |  |  |  |  |
| - 勝ち点は、勝ち4点、引き分け2点、負け0点。 - ただし、7点差以内の負けは1点を付与、3トライ差以上での勝ちは追加で1点を付与。 - 同じ勝ち点である場合は下記の順番で順位を決定する。 1. 勝ち点 2. 勝利数 3. ①および②が同数であったチーム間の勝ち点 4. ①、②および③が同数であったチーム間の得失点差 5. 全試合の得失点差 6. 当該チーム間のトライ数 7. 全試合でのトライ数 8. 当該チーム間のトライ後のゴール数 9. 全試合でのトライ後のゴール数 10. 抽選 |                                                                       |        |        |    |    |    |      |      |        |  |  |  |  |  |
| | JAPAN RUGBY LEAGUE ONE 2022-23 Division 1 順位表（2023年4月23日時点） | 編集   |        |    |    |    |      |      |        |  |  |  |  |  |

### 最終順位
リーグ戦の上位4チームによるプレーオフトーナメント終了後の最終順位。下位3チームの入替戦の結果も付記した。
| 最終順位 | チーム                         | 入替戦の結果        | 備考          |
| -------- | ------------------------------ | ------------------- | ------------- |
| 1        | クボタスピアーズ船橋・東京ベイ | -                   | [ 7 ] [ 8 ]   |
| 2        | 埼玉パナソニックワイルドナイツ | -                   | [ 9 ] [ 8 ]   |
| 3        | 横浜キヤノンイーグルス         | -                   | [ 9 ] [ 10 ]  |
| 4        | 東京サントリーサンゴリアス     | -                   | [ 7 ] [ 10 ]  |
| 5        | 東芝ブレイブルーパス東京       | -                   |               |
| 6        | トヨタヴェルブリッツ           | -                   |               |
| 7        | リコーブラックラムズ東京       | -                   |               |
| 8        | 静岡ブルーレヴズ               | -                   |               |
| 9        | コベルコ神戸スティーラーズ     | -                   |               |
| 10       | 三菱重工相模原ダイナボアーズ   | 次季DIVISION1に残留 | [ 11 ] [ 12 ] |
| 11       | NECグリーンロケッツ東葛        | 次季DIVISION2へ降格 | [ 13 ] [ 14 ] |
| 12       | 花園近鉄ライナーズ             | 次季DIVISION1に残留 | [ 15 ] [ 16 ] |

## 選手記録
2022-23シーズンDIVISION1 リーグ戦全16試合において。
- 最多得点：バーナード・フォーリー（クボタスピアーズ船橋・東京ベイ）173点
- 最多トライ：尾崎晟也（東京サントリーサンゴリアス）18トライ
- 最多ボールキャリー：リーチマイケル（東芝ブレイブルーパス東京）196 - ボールを持ってプレーをした数
- 最多ゲインメーター：松永拓朗（東芝ブレイブルーパス東京）1,563m - ボールを持ってゲインラインを越えてプレーした距離
- 最多ラインブレイク：木田晴斗（クボタスピアーズ船橋・東京ベイ）28 - ラン、キック、インターセプトで最初にディフェンスのラインをブレイクした数（クリーンブレイク）
- 最多ディフェンス突破：レメキロマノラヴァ（NECグリーンロケッツ東葛）83 - ボールを持った選手がディフェンスの選手をかわす、倒すなどして突破した数（1人突破ごとに1カウント）
- 最多オフロードパス：トム・テイラー（東芝ブレイブルーパス東京）38 - タックルを受けながら出したパスの数
- 最多タックル成功：ハリー・ホッキングス（東京サントリーサンゴリアス）193 - タックルが成立した数（ミスタックルや、相手選手にオフロードパス、トライを許したタックルは除く）
- 最多ラインアウト成功：ハリー・ホッキングス（東京サントリーサンゴリアス）115 - ラインアウトでボールのキャッチを成功した数

### JAPAN RUGBY LEAGUE ONE個人賞
「JAPAN RUGBY LEAGUE ONE個人賞獲得者一覧」を参照。

## 試合一覧

### リーグ戦

#### 第1節
| 2022年12月17日 14:40 | 埼玉ワイルドナイツ | 22-19 | 東芝ブレイブルーパス東京 | 熊谷ラグビー場 観客数: 10,557人 |
| 2022年12月17日 14:40 | レポート           |       |                          | 熊谷ラグビー場 観客数: 10,557人 |

| 2022年12月17日 14:30 | トヨタヴェルブリッツ | 31-26 | 静岡ブルーレヴズ | 豊田スタジアム 観客数: 12,213人 |
| 2022年12月17日 14:30 | レポート             |       |                  | 豊田スタジアム 観客数: 12,213人 |

| 2022年12月17日 12:00 | ブラックラムズ東京 | 8-34 | 三菱重工相模原ダイナボアーズ | 秩父宮ラグビー場 観客数: 5,842人 |
| 2022年12月17日 12:00 | レポート           |      |                              | 秩父宮ラグビー場 観客数: 5,842人 |

| 2022年12月18日 14:30 | 東京サンゴリアス | 18-31 | クボタスピアーズ船橋・東京ベイ | 味の素スタジアム 観客数: 10,842人 |
| 2022年12月18日 14:30 | レポート         |       |                                | 味の素スタジアム 観客数: 10,842人 |

| 2022年12月18日 14:30 | 横浜キヤノンイーグルス | 39-30 | コベルコ神戸スティーラーズ | ニッパツ三ツ沢球技場 観客数: 8,710人 |
| 2022年12月18日 14:30 | レポート               |       |                            | ニッパツ三ツ沢球技場 観客数: 8,710人 |

| 2022年12月18日 14:31 | グリーンロケッツ東葛 | 36-34 | 花園近鉄ライナーズ | 柏の葉公園総合競技場 観客数: 3,150人 |
| 2022年12月18日 14:31 | レポート             |       |                    | 柏の葉公園総合競技場 観客数: 3,150人 |

#### 第2節
| 2022年12月24日 14:30 | 東芝ブレイブルーパス東京 | 17-7 | ブラックラムズ東京 | 味の素スタジアム 観客数: 5,518人 |
| 2022年12月24日 14:30 | レポート                 |      |                    | 味の素スタジアム 観客数: 5,518人 |

| 2022年12月24日 13:00 | コベルコ神戸スティーラーズ | 58-36 | 花園近鉄ライナーズ | 神戸総合運動公園ユニバー記念競技場 観客数: 6,060人 |
| 2022年12月24日 13:00 | レポート                   |       |                    | 神戸総合運動公園ユニバー記念競技場 観客数: 6,060人 |

| 2022年12月25日 14:30 | 静岡ブルーレヴズ | 14-15 | 埼玉ワイルドナイツ | ヤマハスタジアム 観客数: 9,443人 |
| 2022年12月25日 14:30 | レポート         |       |                    | ヤマハスタジアム 観客数: 9,443人 |

| 2022年12月25日 12:00 | 三菱重工相模原ダイナボアーズ | 27-25 | トヨタヴェルブリッツ | 相模原ギオンスタジアム 観客数: 3,855人 |
| 2022年12月25日 12:00 | レポート                     |       |                      | 相模原ギオンスタジアム 観客数: 3,855人 |

| 2022年12月25日 12:00 | 横浜キヤノンイーグルス | 27-27 | クボタスピアーズ船橋・東京ベイ | 昭和電工ドーム 観客数: 3,824人 |
| 2022年12月25日 12:00 | レポート               |       |                                | 昭和電工ドーム 観客数: 3,824人 |

| 2022年12月25日 14:30 | 東京サンゴリアス | 50-19 | グリーンロケッツ東葛 | 味の素スタジアム 観客数: 3,769人 |
| 2022年12月25日 14:30 | レポート         |       |                      | 味の素スタジアム 観客数: 3,769人 |

#### 第3節
| 2023年1月7日 14:30 | 東芝ブレイブルーパス東京 | 29-16 | 静岡ブルーレヴズ | 等々力陸上競技場 観客数: 4,693人 |
| 2023年1月7日 14:30 | レポート                 |       |                  | 等々力陸上競技場 観客数: 4,693人 |

| 2023年1月7日 12:00 | 埼玉ワイルドナイツ | 40-5 | 三菱重工相模原ダイナボアーズ | 熊谷ラグビー場 観客数: 4,061人 |
| 2023年1月7日 12:00 | レポート           |      |                              | 熊谷ラグビー場 観客数: 4,061人 |

| 2023年1月7日 14:30 | 東京サンゴリアス | 32-23 | 横浜キヤノンイーグルス | 味の素スタジアム 観客数: 10,138人 |
| 2023年1月7日 14:30 | レポート         |       |                        | 味の素スタジアム 観客数: 10,138人 |

| 2023年1月8日 14:30 | トヨタヴェルブリッツ | 25-29 | ブラックラムズ東京 | 豊田スタジアム 観客数: 11,717人 |
| 2023年1月8日 14:30 | レポート             |       |                    | 豊田スタジアム 観客数: 11,717人 |

| 2023年1月8日 14:30 | グリーンロケッツ東葛 | 33-43 | コベルコ神戸スティーラーズ | 柏の葉公園総合競技場 観客数: 2,886人 |
| 2023年1月8日 14:30 | レポート             |       |                            | 柏の葉公園総合競技場 観客数: 2,886人 |

| 2023年1月8日 12:00 | 花園近鉄ライナーズ | 12-77 | クボタスピアーズ船橋・東京ベイ | 東大阪市花園ラグビー場 観客数: 13,664人 |
| 2023年1月8日 12:00 | レポート           |       |                                | 東大阪市花園ラグビー場 観客数: 13,664人 |

#### 第4節
| 2023年1月14日 12:00 | 三菱重工相模原ダイナボアーズ | 23-19 | 東芝ブレイブルーパス東京 | 秩父宮ラグビー場 観客数: 3,221人 |
| 2023年1月14日 12:00 | レポート                     |       |                          | 秩父宮ラグビー場 観客数: 3,221人 |

| 2023年1月14日 14:30 | クボタスピアーズ船橋・東京ベイ | 40-7 | グリーンロケッツ東葛 | 江戸川区陸上競技場 観客数: 2,523人 |
| 2023年1月14日 14:30 | レポート                       |      |                      | 江戸川区陸上競技場 観客数: 2,523人 |

| 2023年1月14日 14:30 | コベルコ神戸スティーラーズ | 19-39 | 東京サンゴリアス | ノエビアスタジアム神戸 観客数: 9,161人 |
| 2023年1月14日 14:30 | レポート                   |       |                  | ノエビアスタジアム神戸 観客数: 9,161人 |

| 2023年1月14日 12:00 | 花園近鉄ライナーズ | 7-74 | 横浜キヤノンイーグルス | 東大阪市花園ラグビー場 観客数: 4,668人 |
| 2023年1月14日 12:00 | レポート           |      |                        | 東大阪市花園ラグビー場 観客数: 4,668人 |

| 2023年1月15日 14:00 | 静岡ブルーレヴズ | 22-34 | ブラックラムズ東京 | ヤマハスタジアム 観客数: 2,836人 |
| 2023年1月15日 14:00 | レポート         |       |                    | ヤマハスタジアム 観客数: 2,836人 |

| 2023年1月15日 14:30 | 埼玉ワイルドナイツ | 34-19 | トヨタヴェルブリッツ | 熊谷ラグビー場 観客数: 7,080人 |
| 2023年1月15日 14:30 | レポート           |       |                      | 熊谷ラグビー場 観客数: 7,080人 |

#### 第5節
| 2023年1月21日 13:00 | ブラックラムズ東京 | 17-38 | 埼玉ワイルドナイツ | 駒沢オリンピック公園陸上競技場 観客数: 5,598人 |
| 2023年1月21日 13:00 | レポート           |       |                    | 駒沢オリンピック公園陸上競技場 観客数: 5,598人 |

| 2023年1月21日 12:00 | 横浜キヤノンイーグルス | 36-12 | グリーンロケッツ東葛 | ニッパツ三ツ沢球技場 観客数: 3,789人 |
| 2023年1月21日 12:00 | レポート               |       |                      | ニッパツ三ツ沢球技場 観客数: 3,789人 |

| 2023年1月21日 14:30 | クボタスピアーズ船橋・東京ベイ | 25-21 | コベルコ神戸スティーラーズ | 江戸川区陸上競技場 観客数: 4,191人 |
| 2023年1月21日 14:30 | レポート                       |       |                            | 江戸川区陸上競技場 観客数: 4,191人 |

| 2023年1月22日 14:00 | 東芝ブレイブルーパス東京 | 63-25 | トヨタヴェルブリッツ | 秩父宮ラグビー場 観客数: 4,843人 |
| 2023年1月22日 14:00 | レポート                 |       |                      | 秩父宮ラグビー場 観客数: 4,843人 |

| 2023年1月22日 12:00 | 花園近鉄ライナーズ | 10-51 | 東京サンゴリアス | 東大阪市花園ラグビー場 観客数: 7,596人 |
| 2023年1月22日 12:00 | レポート           |       |                  | 東大阪市花園ラグビー場 観客数: 7,596人 |

| 2023年1月22日 14:30 | 三菱重工相模原ダイナボアーズ | 27-27 | 静岡ブルーレヴズ | 相模原ギオンスタジアム 観客数: 3,420人 |
| 2023年1月22日 14:30 | レポート                     |       |                  | 相模原ギオンスタジアム 観客数: 3,420人 |

#### 第6節（カンファレンス交流戦1）
| 2023年1月28日 14:30 | 埼玉ワイルドナイツ | 21-19 | 横浜キヤノンイーグルス | 熊谷ラグビー場 観客数: 7,815人 |
| 2023年1月28日 14:30 | レポート           |       |                        | 熊谷ラグビー場 観客数: 7,815人 |

| 2023年1月28日 14:30 | コベルコ神戸スティーラーズ | 21-38 | トヨタヴェルブリッツ | 神戸総合運動公園ユニバー記念競技場 観客数: 4,423人 |
| 2023年1月28日 14:30 | レポート                   |       |                      | 神戸総合運動公園ユニバー記念競技場 観客数: 4,423人 |

| 2023年1月28日 12:00 | 東芝ブレイブルーパス東京 | 60-14 | 花園近鉄ライナーズ | 秩父宮ラグビー場 観客数: 2,683人 |
| 2023年1月28日 12:00 | レポート                 |       |                    | 秩父宮ラグビー場 観客数: 2,683人 |

| 2023年1月29日 14:30 | 東京サンゴリアス | 51-13 | 三菱重工相模原ダイナボアーズ | 秩父宮ラグビー場 観客数: 7,815人 |
| 2023年1月29日 14:30 | レポート         |       |                              | 秩父宮ラグビー場 観客数: 7,815人 |

| 2023年1月29日 14:30 | クボタスピアーズ船橋・東京ベイ | 40-38 | ブラックラムズ東京 | 江戸川区陸上競技場 観客数: 2,563人 |
| 2023年1月29日 14:30 | レポート                       |       |                    | 江戸川区陸上競技場 観客数: 2,563人 |

| 2023年1月29日 14:00 | 静岡ブルーレヴズ | 21-0 | グリーンロケッツ東葛 | ヤマハスタジアム 観客数: 3,721人 |
| 2023年1月29日 14:00 | レポート         |      |                      | ヤマハスタジアム 観客数: 3,721人 |

#### 第7節（カンファレンス交流戦2）
| 2023年2月4日 14:30 | 横浜キヤノンイーグルス | 34-13 | ブラックラムズ東京 | ニッパツ三ツ沢球技場 観客数: 6,264人 |
| 2023年2月4日 14:30 | レポート               |       |                    | ニッパツ三ツ沢球技場 観客数: 6,264人 |

| 2023年2月4日 14:30 | トヨタヴェルブリッツ | 34-44 | クボタスピアーズ船橋・東京ベイ | パロマ瑞穂ラグビー場 観客数: 4,774人 |
| 2023年2月4日 14:30 | レポート             |       |                                | パロマ瑞穂ラグビー場 観客数: 4,774人 |

| 2023年2月5日 12:00 | 三菱重工相模原ダイナボアーズ | 30-49 | コベルコ神戸スティーラーズ | 相模原ギオンスタジアム 観客数: 3,722人 |
| 2023年2月5日 12:00 | レポート                     |       |                            | 相模原ギオンスタジアム 観客数: 3,722人 |

| 2023年2月5日 14:30 | グリーンロケッツ東葛 | 0-45 | 埼玉ワイルドナイツ | 柏の葉公園総合競技場 観客数: 4,015人 |
| 2023年2月5日 14:30 | レポート             |      |                    | 柏の葉公園総合競技場 観客数: 4,015人 |

| 2023年2月5日 14:00 | 東芝ブレイブルーパス東京 | 34-40 | 東京サンゴリアス | 秩父宮ラグビー場 観客数: 10,068人 |
| 2023年2月5日 14:00 | レポート                 |       |                  | 秩父宮ラグビー場 観客数: 10,068人 |

| 2023年2月5日 14:30 | 花園近鉄ライナーズ | 14-34 | 静岡ブルーレヴズ | 東大阪市花園ラグビー場 観客数: 2,760人 |
| 2023年2月5日 14:30 | レポート           |       |                  | 東大阪市花園ラグビー場 観客数: 2,760人 |

#### 第8節（カンファレンス交流戦3）
| 2023年2月18日 14:30 | 埼玉ワイルドナイツ | 41-6 | 花園近鉄ライナーズ | 熊谷ラグビー場 観客数: 5,553人 |
| 2023年2月18日 14:30 | レポート           |      |                    | 熊谷ラグビー場 観客数: 5,553人 |

| 2023年2月18日 14:00 | 横浜キヤノンイーグルス | 59-48 | 東芝ブレイブルーパス東京 | 昭和電工ドーム 観客数: 5,830人 |
| 2023年2月18日 14:00 | レポート               |       |                          | 昭和電工ドーム 観客数: 5,830人 |

| 2023年2月18日 14:30 | トヨタヴェルブリッツ | 21-18 | グリーンロケッツ東葛 | パロマ瑞穂ラグビー場 観客数: 2,708人 |
| 2023年2月18日 14:30 | レポート             |       |                      | パロマ瑞穂ラグビー場 観客数: 2,708人 |

| 2023年2月18日 13:00 | ブラックラムズ東京 | 7-18 | 東京サンゴリアス | 駒沢オリンピック公園陸上競技場 観客数: 7,054人 |
| 2023年2月18日 13:00 | レポート           |      |                  | 駒沢オリンピック公園陸上競技場 観客数: 7,054人 |

| 2023年2月19日 14:30 | コベルコ神戸スティーラーズ | 32-29 | 静岡ブルーレヴズ | 神戸総合運動公園ユニバー記念競技場 観客数: 3,222人 |
| 2023年2月19日 14:30 | レポート                   |       |                  | 神戸総合運動公園ユニバー記念競技場 観客数: 3,222人 |

| 2023年2月19日 14:30 | クボタスピアーズ船橋・東京ベイ | 60-22 | 三菱重工相模原ダイナボアーズ | 江戸川区陸上競技場 観客数: 3,534人 |
| 2023年2月19日 14:30 | レポート                       |       |                              | 江戸川区陸上競技場 観客数: 3,534人 |

#### 第9節（カンファレンス交流戦4）
| 2023年2月25日 12:00 | ブラックラムズ東京 | 64-10 | 花園近鉄ライナーズ | 駒沢オリンピック公園陸上競技場 観客数: 3,337人 |
| 2023年2月25日 12:00 | レポート           |       |                    | 駒沢オリンピック公園陸上競技場 観客数: 3,337人 |

| 2023年2月25日 12:00 | クボタスピアーズ船橋・東京ベイ | 46-27 | 東芝ブレイブルーパス東京 | 江戸川区陸上競技場 観客数: 4,179人 |
| 2023年2月25日 12:00 | レポート                       |       |                          | 江戸川区陸上競技場 観客数: 4,179人 |

| 2023年2月25日 14:30 | トヨタヴェルブリッツ | 7-36 | 横浜キヤノンイーグルス | パロマ瑞穂ラグビー場 観客数: 5,681人 |
| 2023年2月25日 14:30 | レポート             |      |                        | パロマ瑞穂ラグビー場 観客数: 5,681人 |

| 2023年2月25日 14:30 | 静岡ブルーレヴズ | 17-25 | 東京サンゴリアス | ヤマハスタジアム 観客数: 4,552人 |
| 2023年2月25日 14:30 | レポート         |       |                  | ヤマハスタジアム 観客数: 4,552人 |

| 2023年2月26日 14:30 | コベルコ神戸スティーラーズ | 10-48 | 埼玉ワイルドナイツ | 神戸総合運動公園ユニバー記念競技場 観客数: 7,830人 |
| 2023年2月26日 14:30 | レポート                   |       |                    | 神戸総合運動公園ユニバー記念競技場 観客数: 7,830人 |

| 2023年2月26日 12:00 | 三菱重工相模原ダイナボアーズ | 26-33 | グリーンロケッツ東葛 | 秩父宮ラグビー場 観客数: 3,217人 |
| 2023年2月26日 12:00 | レポート                     |       |                      | 秩父宮ラグビー場 観客数: 3,217人 |

#### 第10節（カンファレンス交流戦5）
| 2023年3月3日 19:00 | 横浜キヤノンイーグルス | 22-22 | 静岡ブルーレヴズ | 秩父宮ラグビー場 観客数: 5,929人 |
| 2023年3月3日 19:00 | レポート               |       |                  | 秩父宮ラグビー場 観客数: 5,929人 |

| 2023年3月4日 12:00 | 東芝ブレイブルーパス東京 | 51-12 | コベルコ神戸スティーラーズ | 秩父宮ラグビー場 観客数: 6,364人 |
| 2023年3月4日 12:00 | レポート                 |       |                            | 秩父宮ラグビー場 観客数: 6,364人 |

| 2023年3月4日 12:00 | グリーンロケッツ東葛 | 7-54 | ブラックラムズ東京 | 柏の葉公園総合競技場 観客数: 2,550人 |
| 2023年3月4日 12:00 | レポート             |      |                    | 柏の葉公園総合競技場 観客数: 2,550人 |

| 2023年3月4日 15:00 | 埼玉ワイルドナイツ | 30-15 | クボタスピアーズ船橋・東京ベイ | 熊谷ラグビー場 観客数: 9,021人 |
| 2023年3月4日 15:00 | レポート           |       |                                | 熊谷ラグビー場 観客数: 9,021人 |

| 2023年3月5日 14:30 | 東京サンゴリアス | 20-27 | トヨタヴェルブリッツ | 秩父宮ラグビー場 観客数: 9,931人 |
| 2023年3月5日 14:30 | レポート         |       |                      | 秩父宮ラグビー場 観客数: 9,931人 |

| 2023年3月5日 12:00 | 花園近鉄ライナーズ | 29-38 | 三菱重工相模原ダイナボアーズ | 東大阪市花園ラグビー場 観客数: 4,328人 |
| 2023年3月5日 12:00 | レポート           |       |                              | 東大阪市花園ラグビー場 観客数: 4,328人 |

#### 第11節（カンファレンス交流戦6）
| 2023年3月10日 19:00 | ブラックラムズ東京 | 41-26 | コベルコ神戸スティーラーズ | 秩父宮ラグビー場 観客数: 3,316人 |
| 2023年3月10日 19:00 | レポート           |       |                            | 秩父宮ラグビー場 観客数: 3,316人 |

| 2023年3月11日 14:00 | 東京サンゴリアス | 29-41 | 埼玉ワイルドナイツ | 秩父宮ラグビー場 観客数: 19,079人 |
| 2023年3月11日 14:00 | レポート         |       |                    | 秩父宮ラグビー場 観客数: 19,079人 |

| 2023年3月11日 14:30 | 花園近鉄ライナーズ | 24-62 | トヨタヴェルブリッツ | 東大阪市花園ラグビー場 観客数: 3,372人 |
| 2023年3月11日 14:30 | レポート           |       |                      | 東大阪市花園ラグビー場 観客数: 3,372人 |

| 2023年3月11日 14:30 | 静岡ブルーレヴズ | 27-40 | クボタスピアーズ船橋・東京ベイ | エコパスタジアム 観客数: 3,531人 |
| 2023年3月11日 14:30 | レポート         |       |                                | エコパスタジアム 観客数: 3,531人 |

| 2023年3月12日 14:30 | グリーンロケッツ東葛 | 20-49 | 東芝ブレイブルーパス東京 | 柏の葉公園総合競技場 観客数: 3,112人 |
| 2023年3月12日 14:30 | レポート             |       |                          | 柏の葉公園総合競技場 観客数: 3,112人 |

| 2023年3月12日 14:30 | 三菱重工相模原ダイナボアーズ | 21-41 | 横浜キヤノンイーグルス | 相模原ギオンスタジアム 観客数: 7,089人 |
| 2023年3月12日 14:30 | レポート                     |       |                        | 相模原ギオンスタジアム 観客数: 7,089人 |

#### 第12節
| 2023年3月17日 19:00 | 東京サンゴリアス | 64-12 | 花園近鉄ライナーズ | 秩父宮ラグビー場 観客数: 3,208人 |
| 2023年3月17日 19:00 | レポート         |       |                    | 秩父宮ラグビー場 観客数: 3,208人 |

| 2023年3月18日 14:30 | ブラックラムズ東京 | 15-19 | 静岡ブルーレヴズ | 秩父宮ラグビー場 観客数: 1,918人 |
| 2023年3月18日 14:30 | レポート           |       |                  | 秩父宮ラグビー場 観客数: 1,918人 |

| 2023年3月18日 14:30 | トヨタヴェルブリッツ | 18-19 | 東芝ブレイブルーパス東京 | パロマ瑞穂ラグビー場 観客数: 4,551人 |
| 2023年3月18日 14:30 | レポート             |       |                          | パロマ瑞穂ラグビー場 観客数: 4,551人 |

| 2023年3月18日 14:30 | クボタスピアーズ船橋・東京ベイ | 15-5 | 横浜キヤノンイーグルス | 江戸川区陸上競技場 観客数: 4,142人 |
| 2023年3月18日 14:30 | レポート                       |      |                        | 江戸川区陸上競技場 観客数: 4,142人 |

| 2023年3月19日 14:30 | 三菱重工相模原ダイナボアーズ | 29-61 | 埼玉ワイルドナイツ | 秩父宮ラグビー場 観客数: 4,744人 |
| 2023年3月19日 14:30 | レポート                     |       |                    | 秩父宮ラグビー場 観客数: 4,744人 |

| 2023年3月19日 14:30 | コベルコ神戸スティーラーズ | 59-26 | グリーンロケッツ東葛 | 神戸総合運動公園ユニバー記念競技場 観客数: 5,149人 |
| 2023年3月19日 14:30 | レポート                   |       |                      | 神戸総合運動公園ユニバー記念競技場 観客数: 5,149人 |

#### 第13節
| 2023年3月24日 19:00 | ブラックラムズ東京 | 10-12 | 東芝ブレイブルーパス東京 | 秩父宮ラグビー場 観客数: 3,472人 |
| 2023年3月24日 19:00 | レポート           |       |                          | 秩父宮ラグビー場 観客数: 3,472人 |

| 2023年3月25日 14:30 | トヨタヴェルブリッツ | 10-19 | 埼玉ワイルドナイツ | 豊田スタジアム 観客数: 11,595人 |
| 2023年3月25日 14:30 | レポート             |       |                    | 豊田スタジアム 観客数: 11,595人 |

| 2023年3月25日 14:00 | 横浜キヤノンイーグルス | 64-12 | 花園近鉄ライナーズ | 昭和電工ドーム 観客数: 3,179人 |
| 2023年3月25日 14:00 | レポート               |       |                    | 昭和電工ドーム 観客数: 3,179人 |

| 2023年3月26日 14:00 | 静岡ブルーレヴズ | 30-20 | 三菱重工相模原ダイナボアーズ | IAIスタジアム日本平 観客数: 2,504人 |
| 2023年3月26日 14:00 | レポート         |       |                              | IAIスタジアム日本平 観客数: 2,504人 |

| 2023年3月26日 14:30 | グリーンロケッツ東葛 | 7-32 | 東京サンゴリアス | 柏の葉公園総合競技場 観客数: 2,432人 |
| 2023年3月26日 14:30 | レポート             |      |                  | 柏の葉公園総合競技場 観客数: 2,432人 |

| 2023年3月26日 14:30 | コベルコ神戸スティーラーズ | 14-23 | クボタスピアーズ船橋・東京ベイ | 東大阪市花園ラグビー場 観客数: 5,684人 |
| 2023年3月26日 14:30 | レポート                   |       |                                | 東大阪市花園ラグビー場 観客数: 5,684人 |

#### 第14節
| 2023年4月7日 19:00 | 東京サンゴリアス | 25-17 | コベルコ神戸スティーラーズ | 秩父宮ラグビー場 観客数: 5,486人 |
| 2023年4月7日 19:00 | レポート         |       |                            | 秩父宮ラグビー場 観客数: 5,486人 |

| 2023年4月8日 18:00 | 静岡ブルーレヴズ | 29-37 | 東芝ブレイブルーパス東京 | エコパスタジアム 観客数: 4,007人 |
| 2023年4月8日 18:00 | レポート         |       |                          | エコパスタジアム 観客数: 4,007人 |

| 2023年4月8日 12:00 | クボタスピアーズ船橋・東京ベイ | 55-17 | 花園近鉄ライナーズ | 江戸川区陸上競技場 観客数: 3,164人 |
| 2023年4月8日 12:00 | レポート                       |       |                    | 江戸川区陸上競技場 観客数: 3,164人 |

| 2023年4月8日 14:40 | トヨタヴェルブリッツ | 53-5 | 三菱重工相模原ダイナボアーズ | 岐阜メモリアルセンター長良川競技場 観客数: 4,701人 |
| 2023年4月8日 14:40 | レポート             |      |                              | 岐阜メモリアルセンター長良川競技場 観客数: 4,701人 |

| 2023年4月8日 17:00 | 埼玉ワイルドナイツ | 25-12 | ブラックラムズ東京 | 熊谷ラグビー場 観客数: 6,186人 |
| 2023年4月8日 17:00 | レポート           |       |                    | 熊谷ラグビー場 観客数: 6,186人 |

| 2023年4月9日 14:30 | グリーンロケッツ東葛 | 17-45 | 横浜キヤノンイーグルス | 柏の葉公園総合競技場 観客数: 5,054人 |
| 2023年4月9日 14:30 | レポート             |       |                        | 柏の葉公園総合競技場 観客数: 5,054人 |

#### 第15節
| 2023年4月14日 19:00 | 東芝ブレイブルーパス東京 | 52-19 | 三菱重工相模原ダイナボアーズ | 秩父宮ラグビー場 観客数: 4,211人 |
| 2023年4月14日 19:00 | レポート                 |       |                              | 秩父宮ラグビー場 観客数: 4,211人 |

| 2023年4月14日 19:00 | 花園近鉄ライナーズ | 34-32 | コベルコ神戸スティーラーズ | 東大阪市花園ラグビー場 観客数: 4,942人 |
| 2023年4月14日 19:00 | レポート           |       |                            | 東大阪市花園ラグビー場 観客数: 4,942人 |

| 2023年4月15日 16:30 | 埼玉ワイルドナイツ | 25-44 | 静岡ブルーレヴズ | 熊谷ラグビー場 観客数: 4,889人 |
| 2023年4月15日 16:30 | レポート           |       |                  | 熊谷ラグビー場 観客数: 4,889人 |

| 2023年4月15日 14:00 | 横浜キヤノンイーグルス | 9-11 | 東京サンゴリアス | 日産スタジアム 観客数: 15,034人 |
| 2023年4月15日 14:00 | レポート               |      |                  | 日産スタジアム 観客数: 15,034人 |

| 2023年4月16日 14:00 | ブラックラムズ東京 | 34-36 | トヨタヴェルブリッツ | 秩父宮ラグビー場 観客数: 11,060人 |
| 2023年4月16日 14:00 | レポート           |       |                      | 秩父宮ラグビー場 観客数: 11,060人 |

| 2023年4月16日 14:30 | グリーンロケッツ東葛 | 17-59 | クボタスピアーズ船橋・東京ベイ | 柏の葉公園総合競技場 観客数: 2,780人 |
| 2023年4月16日 14:30 | レポート             |       |                                | 柏の葉公園総合競技場 観客数: 2,780人 |

#### 第16節
| 2023年4月21日 19:00 | 東芝ブレイブルーパス東京 | 22-34 | 埼玉ワイルドナイツ | 秩父宮ラグビー場 観客数: 9,566人 |
| 2023年4月21日 19:00 | レポート                 |       |                    | 秩父宮ラグビー場 観客数: 9,566人 |

| 2023年4月22日 14:00 | 三菱重工相模原ダイナボアーズ | 21-31 | ブラックラムズ東京 | 相模原ギオンスタジアム 観客数: 3,140人 |
| 2023年4月22日 14:00 | レポート                     |       |                    | 相模原ギオンスタジアム 観客数: 3,140人 |

| 2023年4月22日 14:00 | クボタスピアーズ船橋・東京ベイ | 39-24 | 東京サンゴリアス | 江戸川区陸上競技場 観客数: 5,651人 |
| 2023年4月22日 14:00 | レポート                       |       |                  | 江戸川区陸上競技場 観客数: 5,651人 |

| 2023年4月22日 14:00 | 花園近鉄ライナーズ | 26-43 | グリーンロケッツ東葛 | 東大阪市花園ラグビー場 観客数: 3,992人 |
| 2023年4月22日 14:00 | レポート           |       |                      | 東大阪市花園ラグビー場 観客数: 3,992人 |

| 2023年4月23日 14:00 | コベルコ神戸スティーラーズ | 26-52 | 横浜キヤノンイーグルス | 東大阪市花園ラグビー場 観客数: 8,760人 |
| 2023年4月23日 14:00 | レポート                   |       |                        | 東大阪市花園ラグビー場 観客数: 8,760人 |

| 2023年4月23日 14:00 | 静岡ブルーレヴズ | 27-37 | トヨタヴェルブリッツ | ヤマハスタジアム 観客数: 12,203人 |
| 2023年4月23日 14:00 | レポート         |       |                      | ヤマハスタジアム 観客数: 12,203人 |

### 入替戦

#### D1/D2入替戦 D1 10位 vs D2 3位
| 2023年5月6日 14:30 | 豊田自動織機シャトルズ愛知 | 10-38 | 三菱重工相模原ダイナボアーズ | パロマ瑞穂ラグビー場 観客数: 2,266人 |
| 2023年5月6日 14:30 | レポート                   |       |                              | パロマ瑞穂ラグビー場 観客数: 2,266人 |

| 2023年5月14日 14:30 | 三菱重工相模原ダイナボアーズ | 43-14 | 豊田自動織機シャトルズ愛知 | 海老名運動公園陸上競技場 観客数: 1,406人 |
| 2023年5月14日 14:30 | レポート                     |       |                            | 海老名運動公園陸上競技場 観客数: 1,406人 |

- 入替戦の結果、三菱重工相模原ダイナボアーズはDIVISION1に残留[11][12]。

#### D1/D2入替戦 D1 11位 vs D2 2位
| 2023年5月5日 12:00 | 三重ホンダヒート | 34-29 | NECグリーンロケッツ東葛 | 三重交通Gスポーツの森鈴鹿 観客数: 3,128人 |
| 2023年5月5日 12:00 | レポート         |       |                         | 三重交通Gスポーツの森鈴鹿 観客数: 3,128人 |

| 2023年5月13日 14:30 | NECグリーンロケッツ東葛 | 12-13 | 三重ホンダヒート | 柏の葉公園総合競技場 観客数: 2,018人 |
| 2023年5月13日 14:30 | レポート                |       |                  | 柏の葉公園総合競技場 観客数: 2,018人 |

- 入替戦の結果、NECグリーンロケッツ東葛はDIVISION2へ降格[13][14]。

#### D1/D2入替戦 D1 12位 vs D2 1位
| 2023年5月7日 12:00 | 浦安D-Rocks | 14-36 | 花園近鉄ライナーズ | ユアテックスタジアム仙台 観客数: 2,360人 |
| 2023年5月7日 12:00 | レポート    |       |                    | ユアテックスタジアム仙台 観客数: 2,360人 |

| 2023年5月13日 12:00 | 花園近鉄ライナーズ | 56-21 | 浦安D-Rocks | 東大阪市花園ラグビー場 観客数: 5,459人 |
| 2023年5月13日 12:00 | レポート           |       |             | 東大阪市花園ラグビー場 観客数: 5,459人 |

- 入替戦の結果、花園近鉄ライナーズはDIVISION1に残留[15][16]。

### プレーオフトーナメント

#### 準決勝
| 2023年5月13日 14:35 | 埼玉ワイルドナイツ | 51-20 | 横浜キヤノンイーグルス | 秩父宮ラグビー場 観客数: 16,237人 |
| 2023年5月13日 14:35 | レポート           |       |                        | 秩父宮ラグビー場 観客数: 16,237人 |

| 2023年5月14日 12:05 | クボタスピアーズ船橋・東京ベイ | 24-18 | 東京サンゴリアス | 秩父宮ラグビー場 観客数: 13,065人 |
| 2023年5月14日 12:05 | レポート                       |       |                  | 秩父宮ラグビー場 観客数: 13,065人 |

#### 3位決定戦
| 2023年5月19日 19:00 | 横浜キヤノンイーグルス | 26-20 | 東京サンゴリアス | 秩父宮ラグビー場 観客数: 8,270人 |
| 2023年5月19日 19:00 | レポート               |       |                  | 秩父宮ラグビー場 観客数: 8,270人 |

#### 決勝
| 2023年5月20日 14:35 | 埼玉ワイルドナイツ | 15-17 | クボタスピアーズ船橋・東京ベイ | 国立競技場 観客数: 41,794人 |
| 2023年5月20日 14:35 | レポート           |       |                                | 国立競技場 観客数: 41,794人 |

## レフリー

### パネルレフリー
2022-23シーズンでレフリーを担当する。例年、日本ラグビーフットボール協会A級レフリーから選出される。「パネル（panel）」とは「選抜された」「招待された」などの意味。
| - 新井卓也 - 梶原晃久 - 川原佑 - 北村浩士 - 木村陽介 | - 久保修平 - 関谷惇大 - 立川誠道 - 手束伊吹 - 滑川剛人 | - 橋元教明 - 平川哲也 - 古瀬健樹 - 前田樹 - 三井健太 | - 八木聖也 - 山本篤志 |

### 海外招へいレフリー
リーグの競技レベル向上、国内レフリー技術向上および交流を目的に、海外レフリーを招へいした。
| レフリー             | 所属協会         | レフリー担当試合 | レフリー担当試合 | レフリー担当試合                                   |
| レフリー             | 所属協会         | 節               | 試合日           | 対戦                                               |
| -------------------- | ---------------- | ---------------- | ---------------- | -------------------------------------------------- |
| ベン・オキーフ       | ニュージーランド | 第1節            | 2022年12月17日   | 埼玉ワイルドナイツ vs 東芝ブレイブルーパス東京     |
| マイク・フレーザー   | ニュージーランド | 第1節            | 2022年12月17日   | ブラックラムズ東京 vs 三菱重工相模原ダイナボアーズ |
| アンガス・メイビー   | ニュージーランド | 第1節            | 2022年12月18日   | 東京サンゴリアス vs クボタスピアーズ船橋・東京ベイ |
| ニック・ベリー       | オーストラリア   | 第5節            | 2023年1月22日    | 東芝ブレイブルーパス東京 vs トヨタヴェルブリッツ   |
| アンガス・ガードナー | オーストラリア   | 第5節            | 2023年1月22日    | 三菱重工相模原ダイナボアーズ vs 静岡ブルーレヴズ   |

## 試合中継メディア

### J SPORTS
- J SPORTSが事業共創パートナーに就任しており、リーグワン全試合のテレビ・インターネット中継の放映権を取得している。
- DIVISION1とDIVISION2について、4つのテレビ放送チャンネルを活用し、全試合ノーカット実況中継する[21]。DIVISION2は、DIVISION1と同時刻の場合に録画放送となる場合がある。DIVISION1の試合を対象とした『ジャパンラグビー リーグワン2022-23【30分1本勝負!】』[22]と題した1試合30分のダイジェスト中継を随時放送。
- DIVISION3を含むすべての試合について、「J SPORTSオンデマンド」で生中継配信する[21]。ただし、DIVISION3ではカメラが1台から数台で、実況アナウンスは無い。
- 全DIVISIONについて、『ラグビー わんだほー! 〜ラグビー情報番組〜』（初回は月曜22時から、以後随時再放送）で、当該週の試合ハイライトを毎週1時間ずつ放送。

### J SPORTS以外 の メディア
2年度目・2022-23シーズン（2022年12月17日 - 2023年5月20日）
BS朝日「ラグビーウィークリー」では、毎週月曜23時から24分間、リーグワンの一部の試合を映像を使用して報道。
| メディア                | 回数 | 備考（原則としてホストチームを表記）                                                |
| ----------------------- | ---- | ----------------------------------------------------------------------------------- |
| 日本テレビ 全国ネット   | 1    | プレーオフ決勝                                                                      |
| BS日テレ 全国           | ５   | BR東京×トヨタV、東京SG×埼玉WK、 BL東京×トヨタV、 S東京ベイ×東京SG、プレーオフ準決勝 |
| 日本テレビ 関東ローカル | 3    | 埼玉WK×BR東京、埼玉WK×S東京ベイ、 プレーオフ準決勝                                  |
| Hulu 全国               | 9    | 日本テレビ、BS日テレに準ずる                                                        |
| IBC岩手放送             | 1    | 釜石SW                                                                              |
| テレビ埼玉              | 4    | 埼玉WK                                                                              |
| 千葉テレビ              | 1    | GR東葛×S東京ベイ                                                                    |
| テレビ神奈川            | 9    | 横浜E、 相模原D                                                                     |
| 静岡放送                | 1    | 静岡BR                                                                              |
| 岐阜放送                | 1    | トヨタV                                                                             |
| 中京テレビ              | 1    | トヨタV                                                                             |
| 読売テレビ              | 1    | 神戸S×花園L                                                                         |
| 毎日放送                | 1    | 神戸S                                                                               |
| テレビ大分              | 2    | 横浜E                                                                               |

| メディア                        | 回数 | 備考（原則としてホストチームを表記） |
| ------------------------------- | ---- | ------------------------------------ |
| J:COM 埼玉エリア                | 1    | 埼玉WK                               |
| J:COM 千葉エリア                | 2    | GR東葛、S東京ベイ                    |
| J:COM 東京エリア                | 2    | 東京SG、BR東京                       |
| J:COM 神奈川エリア              | 2    | 相模原D、横浜E                       |
| J:COM 大阪エリア                | 1    | 花園L                                |
| J:COM 兵庫エリア                | 1    | 神戸S                                |
| イッツコムチャンネル 東急線沿線 | 1    | BL東京                               |
| Lemino 全国                     | 3    | BR東京×埼玉WK、 浦安D                |
| NHKラジオ第一 静岡              | 1    | 静岡BR                               |
| NHKラジオ第一 愛知・岐阜・三重  | 1    | トヨタV                              |